# StarDict
StarDict je multiplatformní a  svobodný počítačový slovník.
Běží na platformách Linux, Microsoft Windows, FreeBSD, Solaris a Maemo a programy podporující jeho datový formát existují také pro iPhone, iPad, Windows Phone, Nintendo DS a MeeGo. Slovníkové soubory je možné vytvořit konverzí formátu DICT.
Program je napsaný v C++ s pomocí knihovny GTK2 a uvolněný pod licencí GNU GPL.